# Meoneura nigeriensis
Meoneura nigeriensis är en tvåvingeart som beskrevs av Deeming 1976. Meoneura nigeriensis ingår i släktet Meoneura och familjen kadaverflugor.
Artens utbredningsområde är Nigeria. Inga underarter finns listade i Catalogue of Life.